# Domingos Ferrão
Domingos Gonçalo Ferrão, nasceu em Tete, Moçambique a 30 de Maio de 1937  e faleceu a 8 de Fevereiro de 2001 em Lisboa, Portugal. Sacerdote católico, foi o primeiro diocesano (Secular) da diocese de Tete, para além de ativista anticolonial e nacionalista. Foi autor do Relatório do massacre de Wiriyamu. Ocorrido em 16 de dezembro de 1972 em Tete.

## Início de vida e carreira
Três irmãos da família Ferrão chegaram a Moçambique nas campanhas de pacificação portuguesa do Vale do Zambeze, vindos de Goa (Índia) em 1767. Eram eles Assis, Henriques e António Ferrão.
Ferrão teve uma infância como a de outros meninos da altura. Foi baptizado e crismado na Paróquia de São Tiago Maior de Tete. Fez os estudos primários na Escola Rudimentar, N° 16 do Bairro Fumbe de Tete entre os anos 1946 a 1948 recebendo o respetivo diploma de 3ª Classe.
Em 1949, ingressa na Missão de São José de Boroma em Tete tendo concluído a 4ª Classe. Em 1950 entra na Escola Normal de Formação de Professores na Missão de São José de Boroma em Tete tendo terminado o curso em 1951. Em 1952 trabalha como professor na Escola Primária do Seminário Menor de São João de Brito no Zóbuè e, em 1953, após uma entrevista com o Bispo da Beira, Dom Sebastião Soares de Resende, entrou no Seminário de São João de Brito do Zóbuè. Concluiu o Seminário Médio em 1956 com distinção. Teve toda uma formação sacerdotal que respondia e correspondia, às exigências da Igreja do Concílio Vaticano I tendo sido ordenado no período em que decorria o Concílio Vaticano II (1962-1965).

## Massacre de Wiriamu
O massacre nas aldeias de Wiriamu, Chaora e Juwau, mais conhecido por Massacre de Wiriamu, ocorreu a 16 de dezembro de 1972.
O Padre Domingos Ferrão decidiu fazer um relatório do sucedido, para contestar, pois, era horrível aquilo ter acontecido a uns vinte ou vinte e cinco quilómetros da cidade e depois toda a gente ignorar. Uma vez que o Padre Ferrão estava em vigilância cerrada pela PIDE/DGS e para evitar que fosse de novo preso, os Padres Burgos assumiram a autoria do relatório. Para além de ter escrito o relatório, o Padre Ferrão forneceu dados precisos a Jorge Jardim que fez uma denúncia do ocorrido às autoridades civis e militares de Moçambique e a Marcelo Caetano. O relatório do massacre de Wiriamu, que vitimou cerca de 400 civis, ocorrido num só dia, teve um impacto mediático de repercussão internacional. A exposição complexa de Portugal às guerras de libertação africanas em particular na Guiné, levaram muitos oficiais a questionar a razão de Portugal estar em África. As revelações da cumplicidade da Igreja Católica em Portugal na violência colonial em massa em Moçambique agravaram este descontentamento, e em particular o massacre de Wiriamu, abalaram a credibilidade do silêncio global cuidadosamente arquitectado por Caetano sobre o abuso dos Direitos Humanos em África. Esta situação originou a Revolução do Cravos e a independência de Moçambique.

## Morte
Em 1997, o Padre Ferrão começou a ter alguns problemas de saúde: era um cancro maligno, por sinal, em fase bastante adiantado. Foi fazendo os devidos tratamentos e controlo médico, mas acabou por sucumbir na madrugada de 8 de fevereiro de 2001, num hospital de Lisboa.